# Allochalcis poeta
Allochalcis poeta is een vliesvleugelig insect uit de familie bronswespen (Chalcididae). De wetenschappelijke naam is voor het eerst geldig gepubliceerd in 1934 door Girault.